# Spaelotis deplorata
Spaelotis deplorata là một loài bướm đêm trong họ Noctuidae.